# Liste der Monuments historiques in Conquereuil
Die Liste der Monuments historiques in Conquereuil führt die Monuments historiques in der französischen Gemeinde Conquereuil auf.

## Liste der Bauwerke
| Bezeichnung           | Beschreibung              | Standort | Kennzeichnung | Schutzstatus | Datum | Bild |
| --------------------- | ------------------------- | -------- | ------------- | ------------ | ----- | ---- |
| Kapelle des Schlosses | Erbaut im 15. Jahrhundert | (Lage)   | PA00108595    | Inscrit      | 1954  |      |

## Liste der Objekte
- Monuments historiques (Objekte) in Conquereuil in der Base Palissy des französischen Kultusministeriums